# Chubasco (película)
Chubasco es una película dramática estadounidense, escrita y dirigida por Allen H. Miner. La película está protagonizada por Richard Egan, Christopher Jones, Susan Strasberg, Ann Sothern, Simon Oakland y Audrey Totter. La película fue estrenada por Warner Bros-Seven Arts el 5 de junio de 1968.

## Sinopsis
Un joven de carácter rebelde y díscolo se enrola como marinero en un barco pesquero. Los problemas surgen cuando se enamora y huye con la hija del capitán del barco.

## Reparto
- Richard Egan: Sebastian
- Christopher Jones: Chubasco
- Susan Strasberg: Bunny
- Ann Sothern: Angela
- Simon Oakland: Laurindo
- Audrey Totter: Teresa
- Preston Foster: Nick
- Peter Whitney: Matt
- Edward Binns: Juez North
- Joe De Santis: Benito
- Norman Alden: Frenchy
- Stewart Moss: Les
- Ron Rico: Juno
- Milton Frome: Policía
- Ernest Sarracino: Juan
- Suzanne Benoit: Edna Belle
- Lili Valenty: Maria